# Nouvelle Vague (album de Nouvelle Vague)
Pour les articles homonymes, voir Nouvelle vague (homonymie).
Albums de Nouvelle Vague
Bande à part
(2006)
Nouvelle Vague est le premier album du projet musical Nouvelle Vague sorti en 2004.

## Liste des titres
| No  | Titre                                                               | Artiste original     | Durée |
| --- | ------------------------------------------------------------------- | -------------------- | ----- |
| 1.  | Love Will Tear Us Apart                                             | Joy Division         | 3:18  |
| 2.  | Just Can't Get Enough                                               | Depeche Mode         | 3:07  |
| 3.  | In a Manner of Speaking                                             | Tuxedomoon           | 3:58  |
| 4.  | Guns of Brixton                                                     | The Clash            | 4:06  |
| 5.  | This Is Not a Love Song                                             | Public Image Ltd.    | 3:47  |
| 6.  | Too Drunk to Fuck                                                   | Dead Kennedys        | 2:16  |
| 7.  | Marian                                                              | The Sisters of Mercy | 3:53  |
| 8.  | Making Plans for Nigel                                              | XTC                  | 3:32  |
| 9.  | A Forest                                                            | The Cure             | 3:39  |
| 10. | I Melt With You                                                     | Modern English       | 4:00  |
| 11. | Teenage Kicks                                                       | The Undertones       | 2:13  |
| 12. | Psyche                                                              | Killing Joke         | 4:12  |
| 13. | Friday Night Saturday Morning                                       | The Specials         | 4:22  |
| 14. | Sorry for Laughing (bonus sur album édition limitée et version USA) | Josef K              | 3:09  |
| 15. | Wishing (If I Had a Photograph of You) (bonus)                      | A Flock Of Seagulls  | 2:42  |

Interprètes : Eloisia (titres 1 et 2), Camille (titres 3, 4, 6 et 8), Mélanie Pain (titres 5 et 11), Alex (titre 7), Marina Céleste (titres 9 et 14), Silja (titres 10 et 15), Sir Alice (titre 12) et Daniella D’Ambrosio (titre 13).
Autre titre: Bizarre Love Triangle (New Order) (2:40), inédit sur SPECIAL EP KCRW session (Mélanie et Camille), 2005.